# SMOG-1
SMOG-1, Magyar-OSCAR 110 oder MO-110 war ein ungarischer Amateurfunksatellit. SMOG-1 ist ein PocketQube mit 5 cm Kantenlänge, der Ausrüstung zur Überwachung des UHF-Spektrums und ionisierender Strahlung trägt. Er sendet Telemetrie auf 437,345 MHz (12,5 kBit/s mit 100 mW).

## Mission
Der Satellit wurde am 22. März 2021 um 06:07 UTC mit einer Sojus-2.1a/Fregat gestartet. Dieser Start brachte insgesamt 38 Satelliten in drei verschiedene Orbits. Der Pico-Satellit SMOG-1 wurde als Nutzlast im Mikrosatelliten UniSat-7 gemeinsam mit fünf weiteren Kleinstsatelliten ausgesetzt. Das erste Signal von SMOG-1 wurde am 24. März 2021 um 23:49 UTC empfangen.
Dem Satelliten wurde die OSCAR-Nummer 110 zugewiesen.
Der Satellit ist am 28. Juli 2024 beim Wiedereintritt in die Atmosphäre verglüht.

## Frequenzen
- Telemetrie Downlink: 437,345 MHz (Bake CW und 2GMSK)